# S5 (lógica modal)
Em lógica e filosofia, S5 é um dos cinco sistemas de lógica modal propostos por Clarence Irving Lewis e Cooper Harold Langford no livro Symbolic Logic, de 1932. É uma lógica modal normal, e um dos mais velhos sistemas de lógica modal.

## Axiomática
S5 é caracterizado pelos axiomas:
(K) {\displaystyle \Box (A\longrightarrow B)\longrightarrow (\Box A\longrightarrow \Box B)} (axioma da necessitação)
(T) {\displaystyle \Box A\longrightarrow A} (axioma da reflexividade)
e também:
(5) {\displaystyle \Diamond A\longrightarrow \Box \Diamond A} (axioma da euclidianidade)
ou então por K e T e:
(4) {\displaystyle \Box A\longrightarrow \Box \Box A} (axioma da transitividade)
(B) {\displaystyle \,A\longrightarrow \Box \Diamond A} (axioma da simetria)

## Semântica de Kripke
Em termos de semântica de Kripke, S5 é caracterizado por modelos em que a relação de acessibilidade é uma relação de equivalência (ou seja, reflexiva, simétrica e transitiva). Outro ponto de vista é que a relação de acessibilidade é "universal", isto é, todos os mundos são acessíveis a partir de outro.